# Tangjiashan Lake
Tangjiashan Lake är en sjö i Kina. Den ligger i provinsen Sichuan, i den sydvästra delen av landet, omkring 140 kilometer norr om provinshuvudstaden Chengdu. I omgivningarna runt Tangjiashan Lake växer i huvudsak blandskog.
Genomsnittlig årsnederbörd är 1 189 millimeter. Den regnigaste månaden är juli, med i genomsnitt 329 mm nederbörd, och den torraste är januari, med 16 mm nederbörd.